# Nishiyodogawa-ku

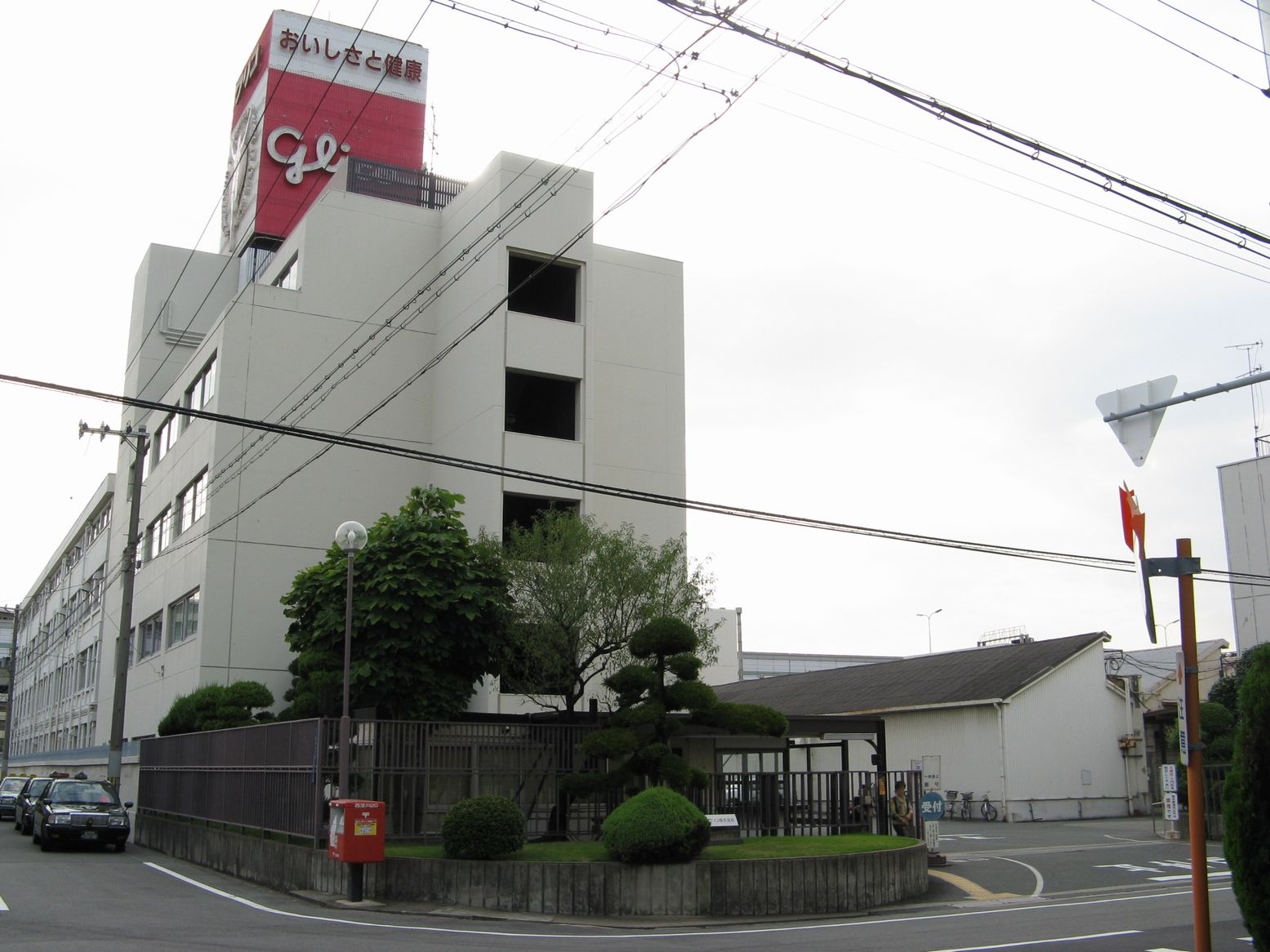
Siège d'Ezaki Glico.

Nishiyodogawa (西淀川区, Nishiyodogawa-ku) est l'un des vingt-quatre arrondissements d'Osaka au Japon. La société Ezaki Glico y a son siège.
La superficie de l'arrondissement est de 14,23 km2 et la population de 96 375 habitants.

## Bâtiments et structures notables
- Himejima-jinja

## Personnalités nées dans l'arrondissement
- Hiroyuki Miyasako (né en 1970)
- Daichi Sawano (né en 1980)